# Час дракона
«Час дракона» чи «Конан-завойовник» (англ. The Hour of the Dragon, англ. Conan the Conqueror) — фентезійний роман американського письменника Роберта Говарда. Часто називається його найкращою роботою. Один з останніх творів, опублікований за життя письменника, та єдиний роман у його творчості.
Говард планував опублікувати роман в англійського видавця Денніса Арчера, для чого у травні 1934 року відправив йому рукопис з твором, але видавництво збанкрутіло. Тоді письменник ділить твір на п'ять частин та публікує його на сторінках журналу Weird Tales з грудня 1935 року по квітень 1936. У формі єдиного твору Час Дракона, вийшов у видавництві Gnome Press 1950 року. З маркетингових міркувань видавництво змінило назву твору на «Конан-завойовник». Під оригінальним ім'ям твір вийшов тільки 1977 року.
Роман «Час дракона» перекладено низкою мов світу, у тому числі японською, італійською, фінською, французькою, німецькою, шведською, чеською, російською, сингальською та іспанською.
У 2025 році опублікований і український переклад.